# Борнео
Борнѐо (на малайски: Palau Borneo; на индонезийски: Kalimantan Калимантан) е третият по големина остров в света (след Гренландия и Нова Гвинея) и най-големия в Малайския архипелаг. Смята се за част от географския регион Югоизточна Азия. Площ 743 330 km² (с крайбрежните острови 747 984 km²). „Борнео“ е име, което се използва в Западния свят, но рядко на острова. То е дадено от нидерландците през техния колониален период. В Индонезия островът се нарича „Калимантан“, а в Малайзия северната територия се нарича „Източна Малайзия“ (в контраст със западното наименование „Малайзийски Борнео“). Островът е поделен между Индонезия (4-те провинции на Калимантан на юг), Малайзия (провинциите Сабах и Саравак на север) и малкото султанство Бруней (в северната част).

## География

### Географско положение, брегове
На запад и северозапад бреговете на острова се мият от водите на Южнокитайско море на североизток – от водите на море Сулу, на изток – от водите на море Сулавеси и Макасарския проток, който го отделя от остров Сулавеси, на юг – от водите на Яванско море, а на югозапад протока Каримата го отделя от остров Белитунг. Бреговете на Калимантан са предимно ниски, заблатени, слабо разчленени, а удобните пристонища са малко. Край западните му брегове морето е плитко, а покрай източните му се простира бариера от коралови рифове.

### Геоложки строеж, полезни изкопаеми, релеф
Северозападните части на острова са заети от древната домезозойска Зондска платформа, а южните и източни части попадат в области с мезозойска и алпийска нагънатост. На острова зе разработват находища на нефт, природен газ, железни, манганови, хромови, молибденови, медни и други руди. Централните части на острова са заети от блокови планини – планините Шванер (2278 m), Милер (2240 m), Бовен Капуа (1767 m), Иран, Пенамбу (2548 m) и др., радиално простиращи се от центъра към перифериите. На север, в Сабах, Малайзия, се намира планината Крокер, в която се издига масива Кинабалу с едноименния връх Кинабалу (4095 m), като това го прави третия по височина остров в света. Планините са изградени основно от гранити, гнайси и кристалинни шисти. Преобладават заоблените върхове и стръмните склонове. Планините са обкръжани от хълмисти равнини, преминаващи към крайбрежията в плоски и заблатени низини.

### Климат, води
Климатът на остров Калимантан е екваториален. Температурата на въздуха в равнините целогодишно е 25 – 27°С, а годишната сума на валежите 2000 – 3500 mm, които падат равномерно през цялата година. По източното крайбрежие се наблюдава сух сезон, продължаващ 1 – 3 месеца. Речната мрежа е гъста и реките са пълноводни целогодишно. Реките Капуас, Барито, Махакам са плавателни на няколкостотин километра от устията си. В равнините те често променят местоположенията на коритата си, заблатяват бреговете си, а в устията образуват плитчини и бари (пясъчни коси).

### Почви, флора, фауна
На острова преобладават силно излужените и оподзолени латеритни почви, развити върху мощна изветрителна кора. Борнео е остров с огромно биоразнообразие. Почти цялата му територия е заета от гъсти екваториални гори. Това е най-богатият на растителни и животински видове остров в света, като много от тях все още не са познати на науката. Има райони на острова, които и до днес са почти неизследвани. През последните години експедициите, проучвали района, откриват множество непознати на науката видове, сред които и 30 вида риби и 52 вида растения.
Сред най-интересните видове тук са огромният брой орхидеи, рафлезията „арнолди“ (Rafflesia Arnoldi, растението с най-големите цветове в света – над 100 см. широки и тежащи над 12 кг.), хищните растения Непентес, хранещи се с насекоми, а някои – като Nepentes Rajah и Nepentes Rafflesiana, ядат и дребни птици.
Сред животните най-типични за Борнео са борнейските орангутани, гибоните, борнейските опушени леопарди, носорозите, борнейските слонове, най-големите в света прилепи, летящите лисици, а също и дългоносите маймуни, които се срещат само тук.
Борнео е и рай за птиците – тук е регистрирано най-голямото разнообразие от птици в света: над 1500 вида. Огромен е и броят на влечугите – множество змии, сред които кралска кобра (сред най-отровните змии и най-голямата отровна змия в света – дълга до 6 метра), малайският мрежест питон – дълъг до 10 метра, а също така и много крокодили (сред които най-едрият на планетата соленоводен крокодил – дълъг 7 метра и с тегло повече от 1000 кг) и дървесни жаби.

## История
Историята на заселването на остров Борнео започва преди около 40 000 години. Това е установената възраст на човешките кости от пещерата Ниах в малайзийският щат Сабах, едни от най-древните свидетелства за човешко присъствие на острова. През ноември 2018 г. учени откриват най-старата позната рисунка с фигури, на възраст повече от 40 000 години (вероятно е да е на 52 000 години), в пещера в Източен Калимантан.
Първите му жители са били от негроидно-австралоидната раса, обединявани често под названието даяки и са били близки генетично до съвременните аборигени от Австралия и папуасите от Нова Гвинея. Потомците на тези хора все още живеят в планинските райони на Борнео, където са били изтласкани от заселилите се през 2400 г. пр.н.е. малайски народи, които днес съставляват над 93% от населението на Борнео.
Най-ранните данни за форма на държавна организация са от 11 век, когато е започнало съществуването на царството Саравак. През 14 век отделни райони от територията на Борнео стават част от яванската империя Маджапахит. Век по-късно Северно Борнео е завладяно от вожда на Бруней, който от 15 век получава титлата султан, след като Брунейското царство приема исляма и надделява над Малакския султанат, предприел експанзия в острова, спряна от Бруней. В периода от 15 до 17 век Бруней изживява своята златна епоха, като владее около 55% от територията на острова, обхващайки най-вече северните му части.
По-късно обаче северните части са контролирани от малайския Султанат Сулу (1473 – 1899) и впоследствие от Северноборнейската компания. Териториите, контролирани от Брунейския султанат са завладени от британската династия Брук – през 1841 г. основателят на този династия Джеймс Брук завладява Саравак и се обявява за „бял раджа“.
В ранния 19 век британски и нидерландски колонисти влизат в съглашение да си разменят търговски пристанища под техен контрол. Източната страна на Борнео е под властта на Нидерландската колониална империя, а западната част – на британците. (По подобен начин Малака е дадена на британците срещу пристанища на Ява, а Суматра е предадена на нидерландците.) Китай изпраща няколко кораба да търгуват в Борнео. Китайските мъниста и стоки достигат дълбоко във вътрешността на Борнео.
През Втората световна война японски войски завземат и владеят Борнео (1941 – 1945) и погубват голяма част от местното население и малайските интелектуалци, ликвидирайки също Малайския султанат на Самбас в Калимантан.
Борнео е основна сцена на конфронтацията между Индонезия и Малайзия между 1962 и 1966 г., както и на комунистическите революции, които обхващат целия регион. В по-нови времена Филипините заявяват, че имат териториални права над северната част на Борнео и правят няколко конфронтационни заявления срещу Малайзия. Няколко други териториални конфликти са разрешени в Международния съд в Хага.

### Екологични проблеми
В миналото островът е бил покрит от обширна джунгла, но площта ѝ днес е намалена, поради мащабния дърводобив на Индонезия и Малайзия, особено покрай голямото търсене на суровини от развитите страни, а горските площи се преобразуват в земеделски земи. Половината от добитата тропическата дървесина годишно идва от Борнео. Плантации, произвеждащи палмово масло, все още се създават и бързо посягат върху последните остатъци от основната тропическа гора. Горски пожари от 1997 г. насам, запалвани от местните жители за изчистване на горското покритие за построяване на плантации, се изострят от сухия сезон на Ел Ниньо, което влошава още повече постоянното свиване на джунглата. Задимяването от тези пожари често засяга градовете на трите държави на острова. Димът понякога достига и Тайланд, Камбоджа, Виетнам и Филипините, което се случва по време на Задимяване в Задимяването в Югоизточна Азия през 2015 г.

## Население
На остров Борнео живеят около 19 милиона души, като 15 320 000 живеят в индонезийската част. Те принадлежат към над 300 етнически групи, говорещи различни езици.
Първите хора пристигат в Борнео преди около 40 000 години. Това са били хора с типични австралийско-меланезийски черти, близки до папуасите и аборигените. Жители с подобни черти все още населяват острова, предимно в източните и планинските части. Техният брой днес е около 300 000 души.
По-голямата част от населението на Борнео са народностите даяки, меланау и много други, като най-многобройни са даяките. В северната част, която е в територията на Малайзия, живеят и малайци, съставляващи около 11% от населението и живеещи най-вече в малайзийския щат Сабах.
По вероизповедание около 51% от населението на Борнео са анимисти, т.е. спазват традиционни местни вярвания, основаващи се на вяра в духове, в предците, в идоли и др. Племената от острова в миналото са практикували канибализъм, а някои са били главорези. Счита се, че тези два ритуала вече са изчезнали, въпреки че неотдавна индонезийски сайт публикува неофициална информация, според която тези зловещи ритуали се практикували и днес в някои от селата във вътрешността.
Втората по разпространение религия тук е ислямът (24%), разпространен от малайците, най-вече от Бруней и султаната Сулу. Около 19% са християни, предимно протестанти, чиято религия е разпространена от нидерландците и британците, под чиято власт е бил Борнео. Има и индуистки и будистки общности.

## Административно деление
В административно отношение, Борнео е поделен между три държави: Бруней, Малайзия и Индонезия.
| Щат или провинция    | Столица             | Част от               | Площ km2 | Площ % | Население към 2010 г. | Население % |
| -------------------- | ------------------- | --------------------- | -------- | ------ | --------------------- | ----------- |
| Бруней               | Бандар Сери Бегаван | Независимо султанство | 5770     | 0,77   | 406 200               | 2,1         |
| Саравак              | Кучинг              | Малайзия              | 124 450  | 16,55  | 2 420 009             | 12,2        |
| Сабах                | Кота Кинабалу       | Малайзия              | 73 619   | 9,79   | 3 120 040             | 15,7        |
| Лабуан               | Виктория            | Малайзия              | 92       | 0,01   | 85 272                | 0,4         |
| Западен Калимантан   | Понтианак           | Индонезия             | 146 760  | 19,5   | 4 393 239             | 22,2        |
| Централен Калимантан | Паланкарая          | Индонезия             | 152 600  | 20,3   | 2 202 599             | 11,1        |
| Южен Калимантан      | Банджермасин        | Индонезия             | 37 660   | 5,0    | 3 626 119             | 18,3        |
| Източен Калимантан   | Самаринда           | Индонезия             | 210 985  | 28,1   | 3 550 586             | 17,9        |
| Северен Калимантан   | Танджунгселор       | Индонезия             | 71 177   | 9,46   | 525 000               | 2,65        |
| Борнео               | –                   | –                     | 751 936  | 100    | 19 804 064            | 100         |

## Икономика
Икономиката на Борнео разчита основно на селското стопанство, дърводобива и рудодобива, добива на петрол и природен газ, както и на екотуризма. Брунейската икономика зависи силно от сектора за добив на горива, а държавата вече е един от най-големите производители на петрол в Югоизточна Азия. Малайзийските щати Сабах и Саравак са големи износители на дървесина. Сабах е селскостопанският производител на острова, произвеждащ каучук, какао, зеленчуци и риба. Индонезийските провинции на острова разчитат главно на рудодобива, но също добиват дърва и горива.